# Elven, Morbihan

Elven este o comună în departamentul Morbihan, Franța. În 1 ianuarie 2022 avea o populație de 6.543 de locuitori.